# وزارت بهداشت کانادا
وزارت بهداشت کانادا (انگلیسی: Health Canada؛ ‏ فرانسوی: Santé Canada‎) نام وزارت‌خانه‌ای در دولت کاناداست که مسئول سلامت و بهداشت عمومی در این کشور است.
وزیر فعلی این وزارتخانه مارجوری میشل از اعضای حزب لیبرال در کابینهٔ مارک کارنی است.